# Финансовый советник начальника Генерального штаба Армии обороны Израиля
Финансовый консультант начальника Генерального штаба Армии обороны Израиля (ивр. היועץ הכספי לרמטכ"ל‎) — один из высших офицеров Армии обороны Израиля, советник по финансовым вопросам начальника Генерального штаба Армии обороны Израиля.
Финансовый консультант также обычно совмещает должность главы Бюджетного отдела Министерства обороны Израиля.
По состоянию на 2018 год финансовый консультант - бригадный генерал (тат-алуф) Ариэла Лазарович.

## Обязанности
Финансовым консультантом начальника Генерального штаба является офицер, который управляет контактами с Министерством финансов при подготовке бюджета и в течение года между бюджетами, в тех случаях, когда возникают различные требования к финансам. Роль финансового консультанта заключается в том, чтобы свести вместе предоставляемый Министерством финансов бюджет обороны с финансовыми требованиями армии.

## Символ
В конце 1980-х годов был впервые создан символ офиса Финансового консультанта начальника Генерального штаба Армии обороны Израиля. Символ состоит из бронзового меча Армии обороны Израиля, который пронзает древнюю серебряную монету периода Первой Иудейской войны (70 год н.э., когда Иерусалим был завоеван, а Второй храм был разрушен римлянами).
На монете золотом изображен фиговый лист, который является одним из символов Израиля, плюс слова «Херут Цион» в древнееврейском написании, символизирующие еврейское устремление в Эрец-Исраэль с тех пор и до сегодняшнего дня.

## Список фин.консультантов
| Финансовый консультант | Звание     | Период                           | Комментарии                                                                                       |
| Катриэль Сальмон       | Рав-серен  | 7 декабря 1948 — 12 января 1949  | Дошел до звания Алуф-мишне в качестве военного атташе Израиля в разных странах мира               |
| Цви Шерив              |            | 12 января 1949 — 30 декабря 1949 |                                                                                                   |
| Иссер Пан              | Алуф-мишне | 1 октября 1950 — 1 мая 1953      |                                                                                                   |
| Иехуда Арье Розен      | Сган-алуф  | 1 мая 1953 — 4 ноября 1953       |                                                                                                   |
| Моше Кашти             | Алуф-мишне | 4 ноября 1953 — 5 ноября 1958    | Позднее генеральный директор Министерства обороны Израиля                                         |
| Реувен Кари            | Алуф-мишне | 5 ноября 1958 — 15 марта 1961    |                                                                                                   |
| Иехуда Ницан           | Алуф-мишне | 15 марта 1961 — 15 августа 1964  |                                                                                                   |
| Яаков Хефец            | Тат-алуф   | 15 августа 1964 — 15 июня 1969   |                                                                                                   |
| Нехемия Кин            | Тат-алуф   | 15 июня 1969 — 2 июля 1972       | Позднее Алуф, командир Управления технологии и логистики Генерального штаба Армии обороны Израиля |
| Ицхак Элрон            | Тат-алуф   | 2 июля 1972 — 17 декабря 1975    |                                                                                                   |
| Йоханан Гур            | Тат-алуф   | 17 декабря 1975 — 1 июня 1978    | Позднее Алуф, командир Управления технологии и логистики Генерального штаба Армии обороны Израиля |
| Цви Шор                | Тат-алуф   | 27 октября 1978 — 31 января 1982 | Начал службу в должности со звания Серен, прибыв из военно-морского флота                         |
| Реувен Хершко          | Тат-алуф   | 1 февраля 1983 — 31 марта 1989   |                                                                                                   |
| Михаэль Навон          | Тат-алуф   | 31 августа 1989 — 8 ноября 1997  | Прибыл из Военно-воздушные сил                                                                    |
| Моти Бессер            | Тат-алуф   | 9 ноября 1997 — 26 ноября 2000   | Прибыл из Управления по исследованиям, развитию вооружения и технологической инфраструктуры       |
| Шмуэль Бен-Цви         | Тат-алуф   | 27 ноября 2000 — август 2004     |                                                                                                   |
| Моше Липель            | Тат-алуф   | август 2004 — август 2007        |                                                                                                   |
| Маран Фрозенфар        | Тат-алуф   | август 2007 — сентябрь 2011      |                                                                                                   |
| Рам Аминах             | Тат-алуф   | сентябрь 2011 — ноябрь 2014      |                                                                                                   |
| Сасон Хадад            | Тат-алуф   | ноябрь 2014 — сентябрь 2017      |                                                                                                   |
| Ариэла Лазарович       | Тат-алуф   | с сентября 2017                  |                                                                                                   |